# Periconia byssoides
Periconia byssoides is een schimmel behorend tot de orde Pleosporales. Hij komt voor op stengels van brandnetel.

## Kenmerken
De conidiomata zijn afwezig. Conidioforen zijn 200 tot 1400 µm lang, 12 tot 23 µm diameter aan de basis, 9 tot 18 µm meteen onder de vruchtbare kop, met een subhyaliene apicale cel van 12 tot 26 µm lang. Conidia staan in vertakte ketens, 10 tot 15 µm in diameter, bruin en zijn duidelijk wrattig.

## Verspreiding
In Nederland komt de soort uiterst zeldzaam voor.